# Tretji red
Tretji red ali tudi svetni red oziroma sekularni red je naziv za cerkveni red, ki je v prvi vrsti namenjen laikom, za razliko od redovnikov, ki so člani tako imenovanega prvega reda (frančiškani, dominikanci, benediktinci ...) ali drugega reda (klarise, dominikanke, benediktinke ...). Člani tretjih redov so lahko sicer tudi posvečene osebe (diakoni, duhovniki, škofje). Tretji redovi nimajo v pravilih zahteve, da člani dajo redovno zaobljubo. Le-ti so deležni vseh duhovnih dobrin reda, lahko pa se tudi odločijo za nošnjo redovnega oblačila (habita) ali vsaj nekaterih njegovih elementov, kakršen je na primer škapulir. Članom tretjih redov se običajno reče tretjeredniki ali tudi terciariji (iz latinsko tertius – tretji).

## Seznam tretjih redov
- Tretji red sv. Frančiška
- Tretji red sv. Dominika
- Karmeličanski tretji red
- Sekularni red bosonogih karmeličanov
- Trinitarijanski tretji red
- Mercedarianski tretji red
- Servitski tretji red
- Tretji red sv. Avguština
- Sekularni avguštniski rekolekti
- Minimistični tretji red
- Premonstratenski tretji red